# ساختمان بانک شاهی
ساختمان تاریخی موزه بانک تجارت مربوط به دوره قاجار است و در تهران، ضلع شرقی میدان توپخانه (میدان امام خمینی) واقع شده و این اثر در تاریخ ۱۲ بهمن ۱۳۸۱ با شمارهٔ ثبت ۷۴۴۰ به‌عنوان یکی از آثار ملی ایران به ثبت رسیده است.

## معماری
عمارت خورشید به عنوان دفتر مرکزی بانک شاهنشاهی ایران بود که تنها میراث ارزشمند باقی‌مانده از بناهای قدیمی میدان توپخانه است؛ دارای طرحی یگانه بوده و استفاده از عناصر تزیینی معماری ایران، همانند کاسه‌سازی در نیم‌گنبد سردر ورودی، کاشیکاری و گچبری را می‌توان از ویژگی‌های برجسته آن شمرد. هم چنین وجود ستون‌های رفیع در فضای داخلی بانک و تلفیق هنرمندانه آن با دوره‌های تیزه‌دار و استفاده از چوب در پوشش سقف، ترکیبی موزون را پدیدآورده است که شکوه و عظمت معماری هخامنشی را به بیننده یادآوری می‌کند. کاشیکاری سردر توسط حسین لرزاده انجام شده است، اما معمار طراح ساختمان مارکار گالستیانس بوده که به سبک معماری رمانسک بنا گردیده است.

## نگارخانه

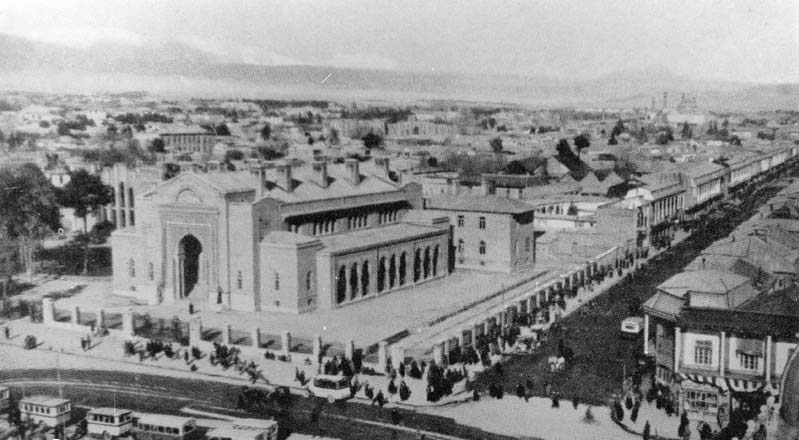
عکس قدیمی ساختمان
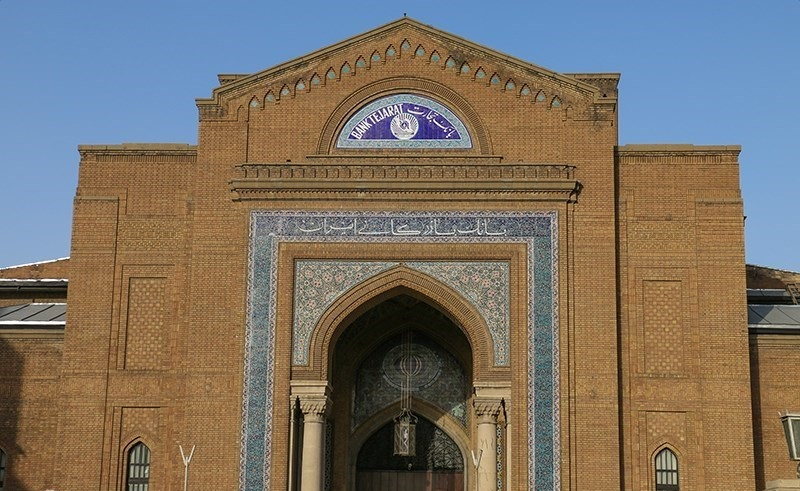
نمای ساختمان از نزدیک
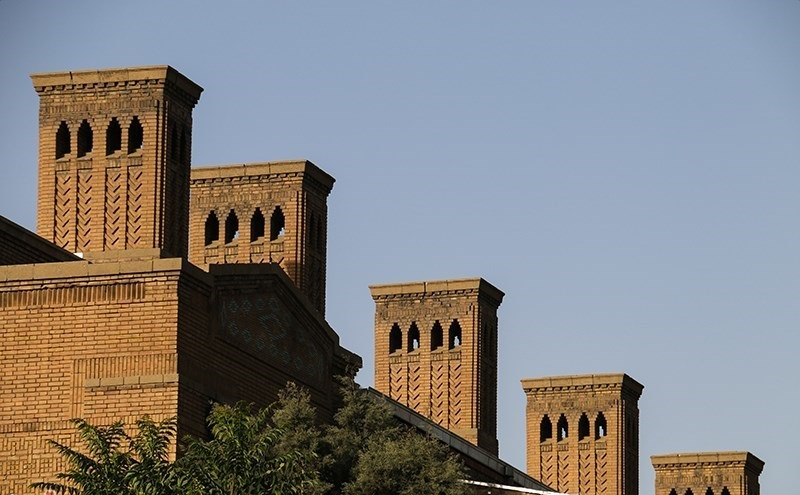
بادگیرهای ساختمان